# V (revista)
V es una revista de moda estadounidense fundada en 1999. La revista se imprime según la temporada y destaca las tendencias de la moda, el cine, la música y el arte. Una publicación trimestral de moda masculina titulada VMAN comenzó como una rama en 2003.

## Historia
Revista V se lanzó en septiembre de 1999 como la publicación «hermana menor» de Visionaire, con edición trimestral limitada. V publica seis números al año, uno para cada colección de temporada actual: primavera, primavera/verano, verano, vista previa de otoño, otoño e invierno. La revista tiene un número de lectores de 315.000 a partir de 2010.
V está editado por Stephen Gan y presenta la nueva moda global que se muestra a través de sesiones fotográficas y editoriales que se centran más específicamente en el arte, el cine, la música y la moda. V se ha destacado por su estilo inventivo y progresista, así como por sus reportajes sobre figuras culturales y la cultura juvenil mundial. Entre los colaboradores anteriores se encuentran Inez van Lamsweerde y Vinoodh Matadin, Hedi Slimane, Mario Testino, Mario Sorrenti y Karl Lagerfeld. Los entrevistados han incluido a Joan Didion, Salman Rushdie, Robert Altman, Brooke Shields y Norman Mailer. Íconos de la moda, el cine, la música y el arte que han aparecido en portada incluyen a Madonna, Katy Perry, Mariah Carey, Rihanna, Naomi Campbell, Grace Jones, Brad Pitt, Britney Spears, David Bowie, Lady Gaga y Lisa.
En 2005, 7L y Steidl publicaron el libro V Best: Five Years of V Magazine, que narra los primeros cinco años de la publicación. Se incluyen artículos de moda, fotos, entrevistas y más de los primeros cinco años de V. En 2016, Lady Gaga fue invitada a ser la editora invitada de V para su número 99, que presenta un récord de dieciséis portadas diferentes. En marzo de 2016, se reveló que Britney Spears fue seleccionada para aparecer en la portada de la revista número 100. Spears fotografió tres portadas diferentes para la edición histórica con el fotógrafo Mario Testino.
En agosto de 2019, la cantante y compositora estadounidense Billie Eilish fue seleccionada para aparecer en la edición del vigésimo aniversario, V121, entrevistada por Pharrell Williams. En abril de 2020, V lanzó su número "Supermodel Summer", seleccionando 15 de las modelos más nuevas de la escena para adornar la portada, incluidas Kaia Gerber, Grace Elizabeth, Adut Akech, Lila Moss, entre otras.
En julio de 2020, la modelo estadounidense Gigi Hadid colaboró con V en un libro de arte de edición limitada titulado "Gigi Journal: Part II", que presenta una mezcla de 32 obras de arte exclusivas de todo el mundo, derivadas de más de 20,000 presentaciones, que reflejan experiencias en cuarentena durante la Pandemia de COVID-19 y el resurgimiento del movimiento Black Lives Matter. El libro presentaba una portada pintada a mano, creada por la propia Hadid, y contribuciones escritas por líderes del movimiento de justicia racial.
En noviembre de 2020, antes de las elecciones estadounidenses, V lanzó su número 127 titulado "The Thought Leaders", con 45 temas como Bella Hadid, Mariah Carey, Taylor Swift, Chris Evans, Jaden Smith, Jennifer Lawrence, entre otros, fotografiados íntegramente por el dúo de fotógrafos de moda holandeses Inez van Lamsweerde y Vinoodh Matadin. Los temas que aparecen en la edición abarcan la cultura, el arte y la política, y se dirigen al pueblo estadounidense para que ejerza su derecho al voto. Una secuela de la iniciativa de votación V127 introdujo a 10 personajes adicionales, como Hailey Bieber, John Legend, Lee Daniels, Lily Aldridge, Maxwell y Quannah Chasinghorse, para portadas digitales para alentar a los estadounidenses a votar en la segunda vuelta de las elecciones al Senado de Georgia.
En abril de 2021, V colaboró con la casa de moda francesa Chanel para crear un libro de arte de edición limitada titulado "The Chanel Book", con las estrellas de portada Lily-Rose Depp, Jennie y Margot Robbie, capturadas íntegramente por los fotógrafos Inez van Lamsweerde y Vinoodh Matadin en Los Ángeles, Nueva York, México y Corea del Sur.
En mayo de 2021, V revivió digitalmente la extinta división en español de la publicación, Spanish V, para un regreso único con una edición digital exhibida en su sitio web. Con el elenco de la serie biográfica española Veneno de HBO Max. La edición digital se lanzó de forma gratuita en el sitio web de V. En junio de 2021, V colaboró con la marca española de mezclilla Lois Jeans para una línea de jeans hechos de manera sostenible y presentó la colección en la portada de su número V131 "Fall Preview", con celebridades como Emily Ratajkowski, Ashley Graham, Hailey Bieber y Eileen Gu. En octubre de 2021, la cantante y actriz estadounidense Madonna fue seleccionada para aparecer en la portada de la edición de invierno V133 de V en un homenaje a "The Last Sitting" de Marilyn Monroe y Bern Stern, fotografiada por Steven Klein. El número se convirtió en una de las ediciones de venta más rápida de la publicación.
En mayo de 2022, la modelo brasileña Gisele Bündchen hizo oficialmente su regreso al modelaje en la portada de la edición de verano V136 de V.
A lo largo de los años, la revista ha seguido ampliando su huella impresa y digital. Además de las ediciones impresas bimensuales, V ha lanzado calendarios mensuales de edición limitada, creados en colaboración con casas de moda como GCDS, Guess?, Emporio Armani y EA7. La revista ha colaborado con la casa de lujo parisina Au Depart para una hoja de revista con patrón de monograma, que se vende exclusivamente en la tienda virtual de V. La revista también ha lanzado su primer pódcast en 2021, V Wanna Know, que se centra en el concepto de que los invitados famosos se conecten con un especialista en un área de interés elegida por el invitado. Algunos de los nombres más importantes de la música, la moda e Internet, como Madison Beer, Finneas O'Connell, King Princess, Emma Chamberlain, Nicole Richie, Tinashe, Banks y24kGoldn, se han unido al podcast.

## Portadas
Algunas de las celebridades que han aparecido en la portada de la revista V incluyen a Britney Spears, Lady Gaga, Lana Del Rey, Selena Gomez, Justin Bieber, Madonna, Katy Perry, Mariah Carey, Christina Aguilera, Gwen Stefani, Janet Jackson, Miley Cyrus, Gwyneth Paltrow, Cameron Diaz, Winona Ryder, Rihanna, Kesha, James Franco, David Beckham, Natalie Portman, Dakota Fanning, Kirsten Dunst, Kristen Stewart, Jennifer Connelly, Nicki Minaj, Kanye West, Orlando Bloom, Demi Moore, Beyoncé, Adriana Lima, Marc Jacobs, Salma Hayek, Céline Dion y Lisa.

## Críticas
La edición de enero de 2010 de V titulada "The Size Issue" presentó una variedad de modelos de talla grande. Esta edición imprimió dos portadas diferentes, una con la estrella de talla grande de la película Precious (2009) Gabourey Sidibe, mientras que la otra presentaba a la pequeña actriz Dakota Fanning. Una crítica del problema sostiene que las intenciones de la revista eran yuxtaponer lo grande y lo pequeño como si compitieran entre sí. Sin embargo, otros «aceptaron la declaración audaz de la revista» y elogiaron a V por sus esfuerzos para «modernizar el estándar de belleza».